# Amelia Opie
Amelia Opie, född Alderson 12 november 1769 i Norwich, död där 2 december 1853, var en brittisk författare. Hon var gift med konstnären John Opie.
Opie umgicks i yngre år i Londons radikala kretsar, blev kväkare 1825 och startade en abolitionistisk förening för kvinnor i Norwich. Hennes romaner är i tidens anda starkt känslofulla och didaktiska. Av dessa kan särskilt nämnas Father and Daughter (1801) och Adeline Mowbray (1–3, 1804), som delvis bygger på Mary Wollstonecrafts tragiska liv. Hon skrev även poesi.